# 22 Возничего
22 Возничего (лат. 22 Aurigae, HD 35076) — одиночная звезда в созвездии Возничего на расстоянии приблизительно 537 световых лет (около 165 парсеков) от Солнца. Видимая звёздная величина звезды — +6,45m.

## Характеристики
22 Возничего — бело-голубая звезда спектрального класса B9Vs. Масса — около 2,85 солнечных, радиус — около 3,1 солнечных, светимость — около 89,7 солнечных. Эффективная температура — около 10764 К.